# Нафтовий танкер

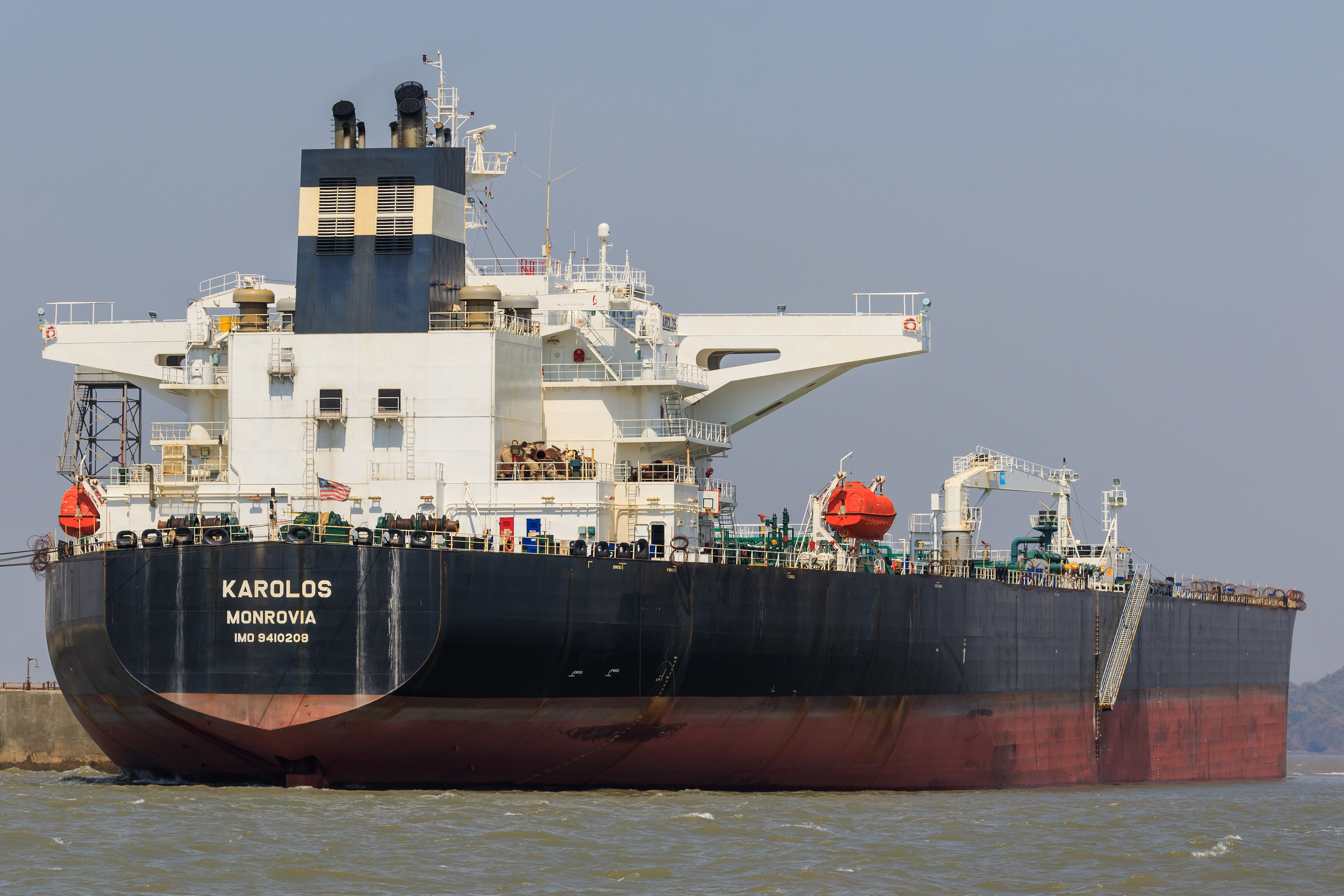
Морський нафтоналивний танкер Karolos.

Нафтовий танкер або нафтоналивний танкер — морське самохідне нафтоналивне судно, яке призначене для перевезення нафти. Згідно Міжнародної Конвенції MARPOL-73/78 поняття нафта включає сиру нафту, рідке пальне, очищені нафтопродукти, які не є нафтохімічними речовинами. Станом на лютий 2025 року в світі близько 1000 нафтоналивних танкерів. 

## Історія.
«Зороастр» — перший нафтоналивний танкер, збудований 1877 р. на шведській судноверфі на кошти братів Нобелів. Цей танкер, який Л. Нобель розробив у Швеції, в Гетеборзі разом зі Свеном Алмквістом (Sven Almqvist) і започаткував наливний спосіб перевезення нафти та нафтопродуктів.
Після Другої світової війни танкери значно зросли в розмірах. Цьому сприяло декілька факторів. До 1956 року танкери розроблялися з обмеженням розмірів для проходження через Суецький канал. Після закриття каналу під час Суецької кризи 1956 року нафту почали транспортувати навколо  Африканського континенту, що створювало додаткові витрати. Судновласники зрозуміли, що більш ефективними в транспортуванні  є великі танкери. З економічних міркувань було зрозумілим, що чим більші розміри має танкер, тим дешевше він може транспортувати сиру нафту, і тим краще може задовольнити попит на неї, що зростає. В той час як типовий танкер часів II світової війни T2 мав довжину 162 м (532 фути) і водотоннажність 16,500 DWT, ультра-великий танкер для сирої нафти (ULCC), побудований в 1970-ті роки, мав довжину більше, ніж 400 м (1300 футів) і водотоннажність 500,000 дедвейт-тонн
Бар'єр 100,000 тонн водотоннажності у 1958 році перебрав танкерний магнат Сполучених Штатів Даніел К. Людвіг. Його найбільший танкер на той момент «Universe Apollo» вміщував 104,500 довгих тонн, що на 23 % більше порівняно з попереднім рекордсменом, «Universe Leader», який також належав йому.
Найбільший у світі супертанкер «Seawise Giant» був побудований в 1979 році на Оппама верфі в Sumitomo Heavy Industries, Ltd (в 1989 році перейменований в «Happy Giant», в 1991 році — в «Jahre Viking», в 1999 році — в «Knock Nevis»). Судно довжиною 458,45 м (1504,1 фута) з осадкою 24,61 м (80,74 фута) мало 46 танків, його водотоннажність 564,763 дедвейт-тонн.
Після резонансних аварій наприкінці XX століття всі сучасні танкери почали будувати з подвійною обшивкою. З 2011 року двома найбільшими в світі супертанкерами є танкери TI класу:  TI Europe і TI Oceania. Ці нафтоналивні судна були побудовані в 2002 і 2003 роках з назвами "Hellespont Alhambra" і  "Hellespont Tara" для грецької корпорації «Геллеспонт». Кожен з них має максимальну довжину 380 м (1246,7 футів), вантажопідйомність 3,166,353 барелів (503,409,900 л) і водотоннажність понад 441500 DWT. Вони були першими ULCCs з подвійним корпусом.

## Класифікація нафтових танкерів.
У світовій практиці прийнято поділ танкерів за дедвейтом: 
| Категорія                                  | DWT               | Опис |
| ------------------------------------------ | ----------------- | --- |
| GP (General Purpose)                       | 6000—16 499 т     | Малотоннажні танкери загального призначення. Часто використовуються для перевезення бітумів. |
| GP (General Purpose)                       | 16 500—24 999 т   | Танкери загального призначення. В основному невеликі танкери для нафтопродуктів. |
| MR (Medium Range)                          | 25 000—44 999 т   | Середньотоннажні танкери. Часто використовуються як нафтові або танкери для нафтопродуктів у невеликих акваторіях. |
| LR1 (Large/Long Range1)                    | 45 000—79 999 т   | Великотоннажні танкери 1 класу. Використовуються для сирої нафти та важких нафтопродуктів. |
| LR2                                        | 80 000—159 999 т  | Великотоннажні танкери 2 класу. |
| VLCC (Very Large Crude Carrier             | 160 000—320 000 т | Великотоннажні танкери 3 класу. Транспортують сиру нафту від місць видобутку до нафтопереробних заводів. |
| ULCC (Ultra Large Crude Carrier            | більше 320 000 т  | Також називаються супертанкерами (Supertanker). Вони перевозять сиру нафту на великі відстані, наприклад, з Перської затоки до НПЗ в Америці або Азії.                                                                              |
| FSO (Floating Storage and Offloading unit) | більше 320 000 т  | Супертанкери, переобладнані або спеціально створені як плавучі нафтові термінали, з яких здійснюється відвантаження на менші танкери. Найбільше таке судно на даний момент – FSO ASIA має DWT 441 893 т і працює в Перській затоці. |

Окрім поділу танкерів за дедвейтом, існує окрема класифікація з урахуванням навігаційних умов:
| Назва      | Опис |
| ---------- | --- |
| Seawaymax: | Танкери, які можуть пройти через вузьку систему шлюзів на каналі Св. Лаврентія (морський канал довжиною 2500 км, що з'єднує Атлантичний океан з Великими озерами в США). Максимальний дедвейт судна, що проходить цим шляхом, не повинен перевищувати 28 500 т, довжина – 225,6 м, ширина – 23,8 м, осадка – 8,1 м. Практика показує, що лише 10% звичайних морських суден можуть пройти всі 14 шлюзів до озера Верхнє, тому в основному навігація здійснюється спеціальними суднами, побудованими для цього регіону. |
| Panamax:   | Розміри танкерів обмежені розмірами Панамського каналу. У 2016 році проєкт, відомий як New Panamax Project, спрямований на розширення найвужчих камер каналу, був завершений. Зараз через канал можуть проходити судна довжиною до 336 метрів, шириною до 49 м і осадкою до 18,3 м (замість 294 м, 32,2 м і 12,6 м відповідно, як це було раніше). Це особливо актуально для великих газовозів (LPG-carriers), що йдуть із США в Азію. За оцінками аналітиків DNV GL, станом на кінець 2017 року 100% всіх американських NEO-Panamax газовозів пройшли через канал. Управління Панамським каналом також досягло високої швидкості проходження суден – 5,9 танкерів на добу. |
| Aframax:   | Термін походить від назви системи Average Freight Rate Assessment (AFRA), створеної Shell Oil у 1954 році. Розміри Aframax танкерів зазвичай не перевищують 120 000 DWT, довжина – 253 м, ширина – 44,2 м. На даний момент це найбільш популярний тип танкерів. Компактні габарити дозволяють їм працювати в більшості портів Північного, Чорного, Середземного, Карибського та інших морів, а велика вантажопідйомність дозволяє економити на транзиті нафти. |
| Suezmax:   | Ккатегорія суден орієнтована на прохід Суецьким каналом. Після численних розширень він здатний приймати судна дедвейтом до 200 000 тонн, з максимальною осадкою 20,1 м при ширині 50 м або осадкою 12,2 м і шириною 77,5 м. Танкери категорії Suezmax широко використовуються у всьому світі, особливо в Західній Африці, Чорному морі, Перській та Мексиканській затоках. |
| VLCC:      | VLCC (Very Large Crude Carrier) також називаються танкерами Malaccamax за назвою Малакської протоки – основного шляху, що з'єднує Індійський та Тихий океани. Розміри VLCС обмежені лише мінімальною глибиною протоки – 25 м, тому осадка в цій категорії не перевищує 20 м. Дедвейт танкерів від 200 000 до 320 000 т, довжина – 330 м, ширина – 60 м. VLCC поширені в районах видобутку нафти – на Близькому Сході, в Західній Африці. Вони транспортують сиру нафту великим покупцям на великі відстані. Однак нещодавня безпрецедентна економічна ситуація перетворила 80% нафтових суден на тимчасові плавучі сховища.                                                 |
| ULCC:      | Супертанкери ULCC (Ultra Large Crude Carrier) мають дедвейт від 320 000 до 550 000 т, довжину 415 м, ширину 63 м і осадку понад 35 м. Такі судна потребують спеціальних терміналів і зазвичай перевозять нафту з Перської затоки до великих портів Азії, Америки та Північної Європи. |

Річкові танкери порівняно з морськими мають відносно невеликий дедвейт. Вони також подібні до морських суден і мають поділ на відсіки.

## Спеціальні системи танкера.
Спеціальні системи танкера: Вантажна система, Зачисна система, Система миття танків, Система інертних газів, Газовідвідна система, Система підігріву вантажу, Система зрошення палуби.

### Вантажна система танкера
Вантажна система танкера є основною на наливному судні, вона призначена для приймання і викачування вантажу. Містить вантажні насоси (зазвичай, відцентрові), трубопроводи, компенсатори, арматуру, приймальні пристрої в танках, розподільні пристрої (маніфолди). Насоси вантажної системи працюють при видачі вантажу, усе інше обладнання – і при видачі, і при прийнятті. Вантажні насоси можуть також перекачувати вантаж усередині судна, брати участь у мийці танків. Зачисна система дублює майже повністю вантажну систему, але має діаметри труб і арматури в 2 – 3 рази меншого розміру, а насоси об'ємного типу.
Танкери споряджуються кільцевою або лінійною вантажною системою.
Переважна більшість сучасних нафтоналивних танкерів будується з лінійною вантажною системою, яка простіше і дешевше кільцевої, дозволяє перевозити кілька сортів вантажу, зручна при кормовому розташуванні вантажного насосного відділення і використанні відцентрових насосів. Вантажні танки поділяються на 2 — 4 групи, кожна з яких розрахована на перевезення одного сорту вантажу. До кожної групи з насосного відділення прокладена вантажна магістраль з відгалуженнями на кожен танк. Кількість вантажних відцентрових насосів відповідає числу груп танків. Забезпечується взаємозамінність насосів за допомогою прокладених між магістралями перемичок і подвійних клінкетів.

### Зачисна система танкера
Використовується під час вивантаження після того, як рівень у танку падає і на всмоктування вантажного насосу відцентрового типу потрапляє повітря. Із цього моменту вантажний насос не може качати і для остаточного вивантаження вантажу використовується зачисна система, у якій застосовуються насоси об'ємного типу (поршневі, шестеренні, гвинтові, діафрагмові). Цей тип насоса має набагато меншу продуктивність. Труби зачисної системи мають діаметри у 2-3 рази менші, ніж вантажної системи.

### Система миття танків
Система миття танків служить для видалення з танків залишків вантажу й очищення їх поверхні перед зміною вантажу, оглядом або ремонтом. Під час миття танків атмосфера танка повинна бути із вмістом кисню менше 7%. Для миття танків на першій стадії використовується сира нафта, далі гаряча вода  і пар.
Миття здійснюється: —перед прийманням у танки чистого баласту;  —для підготовки танкера до баластового переходу; — для видалення з танків відкладів залишків вантажу та іржі в профілактичних цілях; — для підготовки судна до ремонту; — перед зміною вантажу.

### Система інертних газів.
Система інертних газів призначена для створення безпечної атмосфери у танку з вантажем. Для цього використовують інертні гази: 
- — газ, що складається з очищених і охолоджених газів: парових і масляних котлів, а також спеціальної установки інертного газу;
- — азот, отриманий у спеціальному автономному газогенераторі, встановленому на танкері;
- — газ, зазвичай азот, що поставляється на судно в балонах.

Використовують два способи інертизації танкерів: 1) розведення атмосфери танка інертним газом; 2)  заміщення атмосфери танка інертним газом. Система інертних газів використовується на танкерах для  підтримання в танках атмосфери із вмістом кисню щонайбільше 7%, що убезпечує від вибуху та пожежі.
Після миття танків потрібна заміна атмосфери танка з інертного газу на повітря. Для цього використовується система інертних газів, коли повітродувка нагнітає в танк не інертний газ, а повітря.

### Газовідвідна система
Газовідвідна система призначена для запобігання підвищенню тиску або вакууму в танку вище допустимого, оскільки це може призвести до деформації або руйнування стінок танку. Розрізняють «велике дихання» – виникнення в танку тиску/вакууму при навантажувально-розвантажувальних операціях та «мале дихання» – зміна тиску атмосфери танку при температурних коливаннях навколишнього середовища (зміна широти знаходження судна і зміна часу доби).

### Система підігріву вантажу
Деякі сорти рідких вантажів мають більшу в'язкість і температуру застигання. Для нормальної роботи вантажних насосів є певні критерії в'язкості, які можна досягти шляхом нагріву вантажу під час транспортування. Для цього на танкерах існують трубні теплообмінні системи, через які прокачується теплоносій (пара, гаряча вода або термомасло).

### Система зрошення палуби
Система зрошення палуби служить для охолодження палуби при нагріванні її сонцем з метою зниження температури вантажу. Охолодження відбувається шляхом подачі насосом забортної води в систему зрошення. Вода омиває палубу, знижуючи її температуру, і через шпігати стікає за борт.

## Загальний опис.

Мал.1: Схема танкера: 1 — кофердам № 1; 2 — кофердам № 2; 3 — паливна ємність; 4 — танки для продукту; 5 — насосне відділення; 6 — штурманський місток; 7 — котельне відділення; 8 — суховантажний трюм; 9 — літні танки; 10 — вантажні люки; 11 — машинне відділення

На малюнку 1 показана загальна схема танкера. Його корпус має три основні частини: носову (форпік), середню (танки) і кормову (машинне відділення і надбудова). Середня — найбільша за своїми розмірами частина танкера зайнята відсіками-ємностями (танками) для вантажу. У сучасних морських танкерів об'єм одного танка має місткість 600—1500 м³. Для запобігання потраплянню нафти і нафтопродуктів у господарчі приміщення і машинне відділення середня частина танкера відокремлена від носового і кормового відсіків здвоєними непроникними перебірками, які утворюють порожнину, яка називається кофердамом. Кофердами можуть заповнюватися водою, створюючи таким чином подобу водяних стінок, що відокремлюють зону розташування вантажних танків від інших частин судна. Вантажні танки з'єднані між собою трубопроводами, що проходять від насосного відділення по днищу танка. Крім того, вони обладнуються підігрівниками, установками для вентиляції та пропарювання танків, засобами пожежогасіння й ін.
У кормовій частині розміщується машинне й котельне відділення, допоміжні та житлові приміщення. Котельне відділення слугує для потреб машинного відділення, опалення житлових і господарчих приміщень, підігріву вантажу.
У носовій частині даного танкера розміщується суховантажний трюм, але, зазвичай, там розміщується приміщення для носового підрулюючого пристрою, якірних лебідок, вентиляторів, а також форпік-носовий баластовий танк і ланцюговий ящик.
У середній частині даного танкера зразу за вантажними танками розташоване насосне відділення, сполучене з усіма танками системою трубопроводів. Зазвичай, на танкерах насосне відділення знаходиться за останніми кормовими танками перед перебіркою надбудови. Таке розташування дозволяє зручніше викачувати вантаж в кінці операції вивантаження при диференті на корму.

Поздовжніх переділок у танкера буває одна, дві або три. Кількість поперечних переділок залежить від загальних розмірів судна і його вантажопідйомності. 

Люки танків закриваються герметичними кришками на гумових прокладках. Щоб уникнути перевищення допустимого тиску при змінах температури вантажу танки мають газовідвідні труби та дихальні клапани. У танкерів, призначених для перевезення високов'язких і  нафтопродуктів, що швидко застигають, танки забезпечуються паропідігрівниками у вигляді змійовиків.
Щоб уникнути негативних наслідків температурних коливань об'єму рідини, що перевозиться, над танками розміщують вільно сполучену з ними розширювальну шахту (мал.2). Розширювальна шахта являє собою вертикальну щілину, яка йде вздовж усього танкера. Ця щілина поділена на секції, кількість котрих залежить від кількості танків. Під час наливання танк заповнюють нафтопродуктом повністю, а розширювальну шахту — частково; унаслідок чого вона слугує для танка температурним компенсатором. При розширенні нафтопродукту від нагрівання надлишок його витісняється в шахту, а при зменшенні об'єму нафтопродукту від охолодження вільної порожнини в танку не утворюється. Тому роль розширювальної шахти подібна до ролі ковпака залізничної цистерни.
Незаповненість розширювальної шахти не може викликати помітних гідравлічних ударів або погіршення стійкості танкера внаслідок невеликої ширини шахти і поздовжнього її розташування в танкері.
При проектуванні танкера, призначеного для перевезення якогось певного нафтопродукту виникає питання компенсації змін об'єму нафтопродукту від коливань температури влітку й узимку.
Така компенсація необхідна для постійного використання повної розрахункової вантажопідйомності танкера, а від цього безпосередньо залежить ступінь його використання як транспортного засобу.
Для такої компенсації об'єму розширювальної шахти недостатньо. Тому доводиться поділяти всі танки на основні й літні, причому розрахунок вантажопідйомності танкера ведеться, виходячи із заповнення нафтопродуктом лише основних танків, але при максимальному, тобто зимовому значенні густини нафтопродукту. Літні ж танки залишаються взимку порожніми, збільшуючи плавучість судна. Їх заповнюють лише в літній час, коли густина нафтопродукту зменшується.
Розташування літніх танків по відношенню до основних танків неоднакове у різних танкерів. На малюнку показано розташування літніх танків у двопалубного танкера з однією поздовжньою переділкою. У цьому випадкові літні танки являють собою бортові відсіки, між якими знаходиться розширювальна шахта.

## Вантажні операції на танкерах.
Для наливання і зливання нафтопродуктів передбачені навантажувально-розвантажувальні трубопроводи, наявні в кожному танку, які на палубі підключені до загального колектора. Система наливання та зливання може бути трубопровідною або перепускною.
При трубопровідній вантажній системі вся зона, зайнята танками, оперізується трубопроводом всмоктування, який прокладається по днищу танкера вздовж його поздовжніх діаметральних перебірок. Цей трубопровід, як правило, складається з двох гілок — лівої та правої. Такі гілки на одному кінці, що йде в насосне відділення, з'єднані із всмоктуванням насоса та з трубопроводом нагнітання, який прокладений від викиду насосів до колектора на палубі. На інших кінцях гілки з'єднані між собою, утворюючи кільцеву трубопровідну магістраль. До кожної гілки магістралі під'єднаний кожен танк.
Магістраль нагнітання розташовується на палубі й тому називається палубною. Цю магістраль прокладають по кільцевій схемі або у вигляді одного трубопроводу, що йде від кормової до носової частини судна. Палубну магістраль під'єднують при вантажних операціях до шлангів від берегових трубопроводів.
При перепускній системі наливання і зливання нафтопродуктів вхідні та нагнітальні (палубні) магістралі відсутні. Зливні операції здійснюються шляхом перетікання продукту з танка в танк, а із суміжного з насосним відділенням танка за допомогою насоса направляється на берег чи в інше судно при вивантаженні на плаву.
Наливання нафтопродукту відбувається не в усі танки одночасно, а в один або декілька танків, розташованих усередині судна. Звідси він розтікається самопливом по всім танкам через відкриті під час наливання перебіркові отвори — клінкети.
Перепускна вантажна система простіша за трубопровідну, але має значні недоліки:
1) не дозволяє одночасно перевозити різні нафтопродукти;
2) неможливо проводити внутрішні перекачування нафтопродукту з одного танка в інший;
3) стікання нафтопродукту в кормові танки в кінці зливання, коли рівень рідини в танках знижений, різко сповільнюється.
Перепускна вантажна система має обмежене застосування і використовується в основному для танкерів, що здійснюють масові перевезення односортних малов'язких нафтопродуктів.
Для перекачування високов'язких нафтопродуктів на танкерах установлюються поршневі чи ротаційні насоси, а для малов'язких продуктів — відцентрові насоси.
Зливно-наливні операції здійснюються за допомогою насосів, установлених на ліхтерах, або на плавучій насосній станції.
Для далеких перевезень використовуються ліхтери водотоннажністю до 10000 т і вище, які буксируються буксирами чи суховантажними суднами. Для рейдових операцій будують самохідні й несамохідні ліхтери.
Вантажні операції за місцем їх здійснення бувають береговими і рейдовими. При берегових операціях судно під час наливання чи зливання стоїть біля причальних пристроїв, а при рейдових вантажні операції здійснюються на рейді, тобто при віддаленні судна від берега.
Наливання і зливання нафтопродуктів біля берега відбувається в спеціальних відокремлених гаванях, які називаються нафтогавані. Нафтогавань повинна мати достатню водяну поверхню (акваторію) і глибину для причалювання й маневрування нафтоналивних суден.
Споруда для причалювання суден і зв'язку їх з берегом у загальному випадку називається пристанню або пірсом. Пристань чи пірс можуть мати один, два та більше причалів, забезпечених спеціальними причальними пристроями.
Від нафтопричалів до берегових резервуарів прокладають трубопроводи. Якщо судна не мають насосів, перекачування продукції з резервуарів у судна, а також із суден у резервуари здійснюється за допомогою берегових насосних станцій. З'єднання берегових трубопроводів із судновими відбувається за допомогою шлангів або шарнірних елементів.

## Інтернет-джерела
- Фотогалерея супертанкерів

- Shipbroker
- Shipphoto
- ship-photos.de: Categorized ship photos.
- Poten & Partners: A collection of articles relating to tankers
- Pictures of wine tankers
- Picture of Navigator A
- Shipbroker